# Hématologue
Un hématologue, ou hématologiste, est un médecin spécialiste de l'hématologie, c'est-à-dire de la prise en charge, de la prévention, du diagnostic et du traitement des maladies du sang. Il existe aussi certains biologistes médicaux issus des études de pharmacie et de médecine spécialisés en hématologie, soit en hémostase soit en hématologie cellulaire.